# Organización territorial de Andorra
La organización territorial de Andorra se estructura en siete parroquias (parròquies en catalán), que son las primeras y últimas instancias administrativas por debajo del gobierno andorrano. Algunas parroquias tienen circunscripciones territoriales menores: Ordino, La Massana y San Julián de Loria están divididas en cuartos (quarts), y la parroquia de Canillo está distribuida en vecindades (veïnats). Las parroquias reciben el nombre del núcleo de población que ejerce de capital.
La parroquia tiene tanto una función eclesiástica como civil. Como jurisdicción civil tiene el nombre de comú (comuna). El Consejo de la Comuna (en catalán Consell del comú) se elige cada cuatro años por sufragio universal entre la población de nacionalidad andorrana (minoritaria en el país debido a una muy restrictiva política de adquisición de la nacionalidad), de la que también están excluidos como candidatos los ciudadanos que no disponen de la nacionalidad, aun habiendo nacido en el país o habiendo residido en él desde varios decenios. Está compuesto por el cónsul mayor, el cónsul menor y de 8 a 14 consejeros comunales.
El sistema administrativo del Principado de Andorra hace que la unión de la fuerza de los diferentes comuns sumen más poder que el propio gobierno central. El comú puede presentar proyectos de ley al Consejo General de Andorra.
Popularmente las parroquias de los valles de la Valira Oriental y de la Valira del Norte, es decir las parroquias de Encamp, Canillo, La Massana y Ordino, se han conocido como las parroquias altas. Por contraposición al resto se las denomina, aunque no tan frecuentemente, parroquias bajas. También se puede encontrar la denominación de parroquias centrales para las de Andorra la Vieja y Las Escaldas-Engordany.

## Superficie, población y código postal
Las siete parroquias siguen este orden protocolario:
| N.º de orden | Parroquia                                   | Superficie (en km²) | Población (2014) | Densidad (2008) (en hab/km²) | Código postal |
| ------------ | ------------------------------------------- | ------------------- | ---------------- | ---------------------------- | ------------- |
| 1            | Canillo                                     | 121                 | 4.270            | 46                           | AD100         |
| 2            | Encampo                                     | 74                  | 12.041           | 192                          | AD200         |
| 3            | Ordino                                      | 89                  | 4.675            | 44                           | AD300         |
| 4            | La Masana                                   | 61                  | 10.076           | 157                          | AD400         |
| 5            | Andorra la Vieja · Andorra la Vella         | 12                  | 22.615           | 2056                         | AD500         |
| 6            | San Julián de Loria · Sant Julià de Lòria   | 60                  | 9.270            | 160                          | AD600         |
| 7            | Las Escaldas-Engordany · Escaldes-Engordany | 47                  | 14.002           | 355                          | AD700         |
|              |                                             | 468                 | 76.949           | 180                          |               |

Nota: Los límites entre Canillo y Encamp están discutidos por el llamado Terreno de Concordia.